# Polos turísticos do Rio Grande do Norte

Os pólos turisticos abrangem boa parte do Estado do Rio Grande do Norte.

Os Polos turísticos do Rio Grande do Norte foram criados pelo governo do estado e pela Secretária de Turismo do Rio Grande do Norte (SETUR) como forma de desenvolver e aumentar o turismo no estado do Rio Grande do Norte.
São cinco polos, cada polo inclui vários municípios, cada um com sua cultura, clima, lugares e atividades econômicas bem diferenciadas. São eles:

## Polo Costa das Dunas

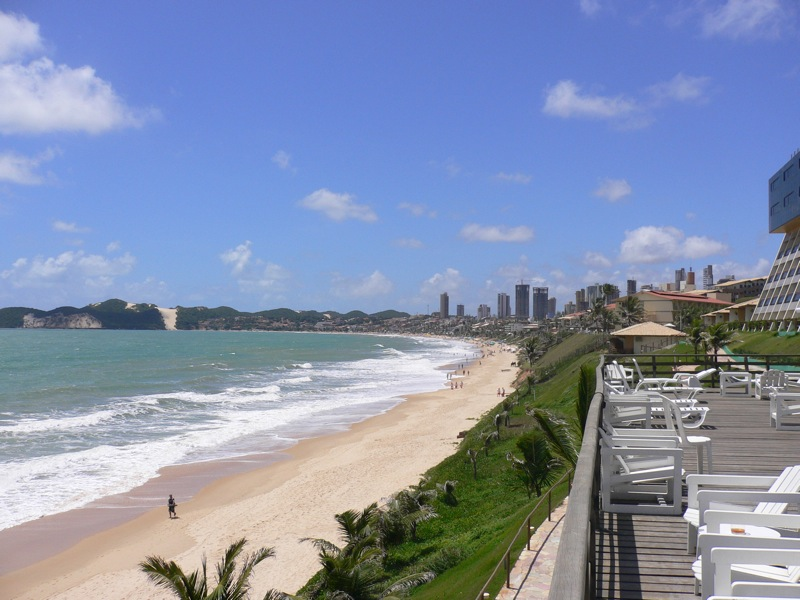
Natal, principal cidade e porta de entrada do pólo Costa das Dunas.

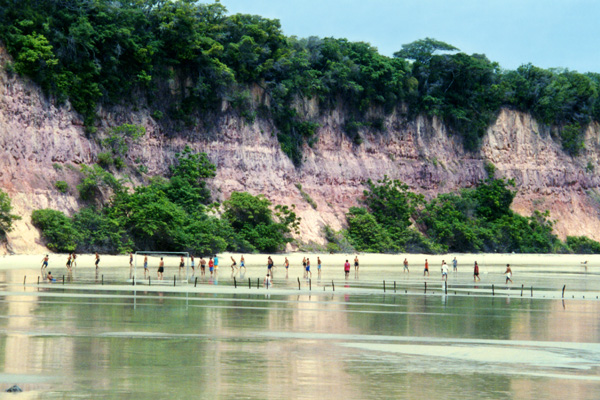
A Praia de Pipa faz parte do pólo Costa das Dunas.

Porta de entrada do estado, localizado no litoral oriental, onde o azul do mar e o brilho do sol dão boas-vindas aos visitantes, que se encantam pelas belezas das praias, lagoas, falésias, dunas e o maior cajueiro do mundo. Fazem parte do polo:
| - Natal - Arês - Baía Formosa - Canguaretama - Ceará-Mirim - Extremoz - Macaíba - Maxaranguape - Nísia Floresta - Parnamirim | - Pedra Grande - Pureza - Rio do Fogo - São Gonçalo do Amarante - São José de Mipibu - São Miguel do Gostoso - Senador Georgino Avelino - Tibau do Sul - Touros - Vila Flor |

Além dos municípios, as seguintes praias abaixo são consideradas pólos:
- Genipabu
- Maracajaú
- Pipa
- Pirangi
- Barra de Tabatinga

## Polo Costa Branca

Mossoró, segunda maior cidade do estado e principal cidade do pólo Costa Branca.

O Polo Costa Branca é marcado por um incrível contraste: de um lado, a vegetação caatinga, repleta de xique-xiques e juremas. Do outro, o mar, dunas multicoloridas, falésias e quilômetros de praias praticamente desertas. Fazem parte do polo:
| - Mossoró - Angicos - Apodi - Areia Branca - Assu - Caiçara do Norte - Carnaubais - Galinhos - Grossos | - Guamaré - Itajá - Lajes - Macau - Pendências - Porto do Mangue - São Bento do Norte - São Rafael - Tibau |

## Polo Seridó
Localizado ao sul do estado, o Polo Seridó é constituído por ecossistemas naturais e possui uma vegetação única no planeta: a caatinga. Faz parte do Nordeste semiárido e abrange importantes sítios arqueológicos, que registram a presença do homem pré-histórico, através de enigmáticas inscrições rupestres. Fazem parte do polo:
| - Caicó - Acari - Carnaúba dos Dantas - Cerro Corá - Currais Novos - Equador - Florânia - Jardim do Seridó | - Jucurutu - Lagoa Nova - Ouro Branco - Parelhas - Santana do Seridó - São João do Sabugi - Serra Negra do Norte - Tenente Laurentino Cruz - Timbaúba dos Batistas |

## Polo Serrano

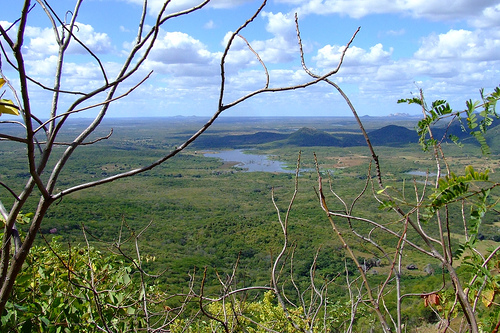
Martins (Rio Grande do Norte), uma das principais cidades do polo Serrano.

O clima ameno de suas cidades, que varia entre 16º a 22º, é uma das principais características dos destinos que compõem o Polo Serrano. Situado no semiárido nordestino, o Polo Serrano é a atração dos adeptos do ecoturismo, pela geografia favorecida com montanhas e grutas. Fazem parte do polo:
| - Pau dos Ferros - Martins (Rio Grande do Norte) - Alexandria - Caraúbas - Doutor Severiano | - Felipe Guerra - Patu - Portalegre - São Miguel - Venha-Ver - Viçosa - Tenente Laurentino Cruz |

## Polo Agreste/Trairí
O Polo Agreste/Trairí encanta pela beleza deste pedaço de Sertão Nordestino, excelente para a prática do turismo de aventura pelas suas serras, rochas e lajedos. Fazem parte do polo:
| - Santa Cruz - Coronel Ezequiel - Jaçanã - Japi - Montanhas (Rio Grande do Norte) - Monte das Gameleiras | - Nova Cruz - Passa e Fica - São Bento do Trairi - Serra Caiada - Serra de São Bento - Sítio Novo - Tangará |